# アーテンション
アーテンション (Artension)は、ヘヴィメタル・バンド。
ピアニスト・キーボーディストのヴィタリ・クープリを中心に1993年に結成、1996年にアルバム『イントゥ・ジ・アイ・オヴ・ザ・ストーム』でデビューした。
ヴィタリの超絶技巧と、ロイヤル・ハントにも所属していたジョン・ウェストの強力な歌唱が最大の魅力。脇を固める各メンバーも高度な技術を備えており、ネオクラシカルメタルのほかにプログレッシヴ・メタルの範疇でも語られることが多い。
メンバーはヴィタリとボーカリストのジョン・ウェスト、ギタリストのロジャー・スタフルバッハ以外は流動的である。また、ジョンが一時期離脱していたこともあって解散状態に陥ったこともあった。ジョンが離脱した際に、元イングヴェイ・マルムスティーンのボーカリストであるマーク・ボールズを誘ったことをきっかけに、リング・オブ・ファイアが結成された。

## メンバー

### 現在のメンバー
- ジョン・ウェスト (John West) - ボーカル (1996年–2005年、2016年- )
- ヴィタリ・クープリ (Vitalij Kuprij) - キーボード (1993年–2005年、2016年- )
- ロジャー・スタフルバッハ (Roger Staffelbach) - ギター (1993年–2005年、2016年- )
- クリス・キャフェリー (Chris Caffery) - ギター (2016年- )

### 旧メンバー
- マイク・テラーナ (Mike Terrana) - ドラム (1996年–1998年、2001年–2005年)
- シェーン・ガラース (Shane Gaalaas) - ドラム (1999年–2000年)
- ケヴィン・チャウン (Kevin Chown) - ベース (1996年–1998年、2001年–2004年)
- ジョン・オンダー (John Onder) - ベース (1999年–2000年)
- スティーヴ・ディジョルジオ (Steve DiGiorgio) - ベース (2004年–2005年)

## ディスコグラフィ

### アルバム
- 『イントゥ・ジ・アイ・オヴ・ザ・ストーム』 - Into the Eye of the Storm (1996年)
- 『フェニックス・ライジング』 - Phoenix Rising (1997年)
- 『フォーシズ・オヴ・ネイチャー』 - Forces of Nature (1999年)
- 『マシーン』 - Machine (2000年)
- 『セイクリッド・パスウェイズ』 - Sacred Pathways (2001年)
- 『ニュー・ディスカヴァリー』 - New Discovery (2002年)
- 『フューチャー・ワールド』 - Future World (2004年)